# Кубок Европы по спортивной ходьбе 2009
Кубок Европы по спортивной ходьбе 2009 года прошёл 24 мая в городе Мец (Франция). Сильнейших выявляли взрослые спортсмены и юниоры до 20 лет (1990 года рождения и моложе). Были разыграны 10 комплектов медалей (по 5 в личном и командном зачёте).
На старт вышли 227 ходоков из 26 стран Европы (97 мужчин, 54 женщины, 43 юниора и 33 юниорки). Соревнования проходили на двухкилометровой трассе, проложенной по улице Лафайет и проспекту Жана XXIII.
Каждая команда могла выставить до четырёх спортсменов в каждый из взрослых заходов и до трёх в юниорских соревнованиях. Лучшие в командном зачёте определялись по сумме мест трёх лучших спортсменов среди взрослых и двух лучших — среди юниоров.

## Расписание
| Дата        | Время | Забег         |
| ----------- | ----- | ------------- |
| 24 мая 2009 | 08:00 | 50 км мужчины |
| 24 мая 2009 | 09:00 | 10 км юниоры  |
| 24 мая 2009 | 10:00 | 10 км юниорки |
| 24 мая 2009 | 13:30 | 20 км женщины |
| 24 мая 2009 | 15:30 | 20 км мужчины |

Время местное (UTC+2)

## Медалисты
Курсивом выделены участники, чей результат не пошёл в зачёт команды

### Мужчины и юниоры
| Дисциплина             | Золото                                                                          | Золото  | Серебро                                                                                    | Серебро  | Бронза                                                                         | Бронза   |
| ---------------------- | ------------------------------------------------------------------------------- | ------- | ------------------------------------------------------------------------------------------ | -------- | ------------------------------------------------------------------------------ | -------- |
| 20 км                  | Джорджо Рубино Италия                                                           | 1:24.06 | Ивано Бруньетти Италия                                                                     | 1:24.54  | Жан-Жак Нкулукиди Италия                                                       | 1:25.07  |
| 20 км (команды)        | Италия · Джорджо Рубино · Ивано Бруньетти · Жан-Жак Нкулукиди · Маттео Джуппони | 6 очков | Испания · Хуан Мануэль Молина · Франсиско Арсилья · Мигель Анхель Лопес · Бенхамин Санчес  | 30 очков | Польша · Рафал Аугустин · Давид Томаля · Рафал Сикора · Беньямин Куциньский    | 40 очков |
| 50 км                  | Денис Нижегородов Россия                                                        | 3:42.47 | Хесус Анхель Гарсия Испания                                                                | 3:46.47  | Юрий Андронов Россия                                                           | 3:49.09  |
| 50 км (команды)        | Россия · Денис Нижегородов · Юрий Андронов · Сергей Бакулин · Сергей Кирдяпкин  | 8 очков | Испания · Хесус Анхель Гарсия · Микель Одриосола · Хосе Алехандро Камбиль · Сантьяго Перес | 13 очков | Италия · Марко Де Лука · Диего Кафанья · Фортунато Д’Онофрио · Дарио Привитера | 38 очков |
| Юниоры 10 км           | Станислав Емельянов Россия                                                      | 41.22   | Валерий Филипчук Россия                                                                    | 41.46    | Вели-Матти Партанен Финляндия                                                  | 41.55    |
| Юниоры 10 км (команды) | Россия · Станислав Емельянов · Валерий Филипчук · Денис Стрелков                | 3 очка  | Польша · Войцех Хальман · Томаш Вятер · Адриан Блоцкий                                     | 13 очков | Германия · Хаген Поле · Карл Доман                                             | 15 очков |

### Женщины и юниорки
| Дисциплина              | Золото                                                                        | Золото   | Серебро                                                               | Серебро  | Бронза                                                     | Бронза   |
| ----------------------- | ----------------------------------------------------------------------------- | -------- | --------------------------------------------------------------------- | -------- | ---------------------------------------------------------- | -------- |
| 20 км                   | Мария Васко Испания                                                           | 1:32.53  | Анися Кирдяпкина Россия                                               | 1:33.28  | Кристина Салтанович Литва                                  | 1:34.17  |
| 20 км (команды)         | Россия · Анися Кирдяпкина · Лариса Емельянова · Елена Шумкина · Вера Соколова | 14 очков | Испания · Мария Васко · Беатрис Паскуаль · Юлия Такач · Росио Флоридо | 18 очков | Словакия · Зузана Маликова · Мария Галикова · Мария Чакова | 72 очка  |
| Юниорки 10 км           | Татьяна Минеева Россия                                                        | 44.16    | Адриана Турня Румыния                                                 | 46.32    | Антонелла Пальмизано Италия                                | 46.48    |
| Юниорки 10 км (команды) | Италия · Антонелла Пальмизано · Федерика Курьяцци · Клаудия Буссу             | 10 очков | Франция · Лорен Делон · Эмили Менюэ · Мари Онно                       | 11 очков | Румыния · Адриана Турня · Александра Градинариу            | 12 очков |